# Daniele Novara
Daniele Novara (Piacenza, 1957) è un pedagogista italiano.

## Biografia
Si laurea in Lettere nel 1981 presso l'Università Statale di Milano con una tesi di pedagogia sul mutuo insegnamento. Lavora in campo sociale durante il periodo del servizio civile promuovendo un centro di accoglienza per soggetti emarginati. Fra il 1983 e il 1991 collabora con Danilo Dolci con cui si crea un legame forte e continuativo.
A partire dal 1986 realizza il primo corso organico italiano di educazione alla pace dal titolo Scegliere la pace, 6 volumi editi nel decennio fra il 1986 e il 1996 dalle Edizioni Gruppo Abele (Guida metodologica, Educazione alla giustizia, al disarmo, ai rapporti, alla solidarietà, al futuro).
Nel 1989 fonda il CPP - Centro Psicopedagogico per la Pace e la gestione dei conflitti, istituto fortemente orientato verso la formazione e i processi di apprendimento, di cui è attualmente direttore. L'istituto cambia nome nel 2013 diventando CPP-Centro Psicopedagogico per l'educazione e la gestione dei conflitti
Nel 1999, progetta la Mostra Interattiva Conflitti, litigi …e altre rotture per ragazzi dai 10 ai 16 anni che negli anni si realizza in varie città d'Italia e Svizzera.
Nel 2000, riceve da Reggio Terzo Mondo, ONG di Reggio Emilia l'incarico di progettare un nuovo Centro Educativo a Shtupel (Klina) in Kosovo dai due ai cinque anni. Nel 2001, promuove una nuova forma di aiuto nella gestione dei conflitti, la consulenza maieutica (ispirata alle teorie del suo maestro, Danilo Dolci), che viene presentata durante il Convegno Nazionale dell'aprile 2003 Chi ha paura dei conflitti!, che vede la partecipazione, tra gli altri, del poeta Mario Luzi.
Fra il 2002 e il 2006, promuove due spettacoli interattivi: uno per bambini, Anna è furiosa, e l'altro per adolescenti, Cosa vuoi da me papà?. Sempre nel 2002 nasce Conflitti, Rivista Italiana di Ricerca e Formazione Psicopedagogica di cui è Direttore Responsabile.
Dal 2005 si è dedicato alla stesura di testi per lo sviluppo della maieutica nei conflitti e nell'educazione: Ognuno cresce solo se sognato (Molfetta, La Meridiana, 2005), I bulli non sanno litigare (Roma, Carocci, 2007), Dalla parte dei genitori (Milano, Franco Angeli, 2009), Litigare per crescere (Trento, Erickson, 2010). Sviluppa questo approccio nei Centri per la Prima Infanzia (in Kosovo e presso i Doremi Baby di Milano) e nella formazione professionale per ragazzi fragili (CFPP Lecco). Nel 2011 esce per Edizioni Sonda La grammatica dei conflitti. L'arte maieutica di trasformare le contrarietà in risorse (giugno 2012); insieme a Silvia Calvi pubblica L'essenziale per crescere - Educare senza il superfluo Mimesis Edizioni.
Inventa vari strumenti educativi: il Cestino della Rabbia, il Cassetto delle Tracce, la Conversazione Maieutica e il Laboratorio maieutico di apprendimento.
Dal 2004 è Docente del Master in Formazione Interculturale presso l'Università Cattolica di Milano.
Nel 2010 attiva a Piacenza la Scuola Genitori, che ottiene immediato successo anche in altre città italiane tra cui Milano, Roma, Brescia, Bergamo, Cagliari e Rovigo.
Nel 2012, il libro Dalla parte dei genitori, originariamente nelle Edizioni Angeli, viene inserito nella collana Biblioteca dei genitori diretta da Gustavo Pietropolli Charmet, unico testo di un pedagogista in mezzo anche a classici quali Winnicott, Dolto e Bettelheim. Scrive la prefazione Silvia Vegetti Finzi che ricorda come "Daniele Novara ha molte cose da insegnare a chiunque abbia a cuore la costruzione di un uomo migliore in un mondo migliore".
Sempre nel 2012, sperimenta il metodo maieutico nella gestione dei litigi infantili (che prende il nome di Metodo Litigare Bene) con una ricerca realizzata nelle scuole di Grugliasco (TO) e Torino su un campione di circa 500 bambini e bambine delle Scuole d'Infanzia e Primaria. Si tratta della prima ricerca pedagogica al proposito che conferma l'efficacia di un approccio educativo maieutico ai litigi infantili piuttosto che di quello tradizionalmente correttivo. La ricerca viene svolta con Caterina Di Chio e pubblicata nel volume D. Novara - C. Di Chio Litigare con metodo. Gestire i litigi dei bambini a scuola, Erickson. Nel 2015 esce la traduzione in tedesco. L'applicazione del metodo da parte dei genitori viene proposto nel libro di Novara Litigare fa bene. Insegnare ai propri figli a gestire i conflitti, Rizzoli.
Nel 2013 firma con Mario Lodi il volume Alice nel paese dei diritti, ed.Sonda.
Nell'ottobre 2014 esce Urlare non serve a nulla, Gestire i conflitti con i figli per farsi ascoltare e guidarli nella crescita BUR
Rizzoli.
Ottobre 2015: esce sempre per i tipi di BUR Rizzoli Meglio dirsele. Imparare a litigare bene per una vita di coppia felice.
Ottobre 2016: ancora per BUR Rizzoli, esce Punire non serve a nulla, educare i figli con efficacia evitando le trappole emotive.
Marzo 2017: Oscar Mondadori inserisce nel suo catalogo L'essenziale per crescere, educare senza il superfluo, scritto con la giornalista Silvia Calvi.
Nell'aprile 2017, il Convegno Nazionale Curare con l’educazione – come evitare l’eccesso di medicalizzazione nella crescita emotiva e cognitiva (1200 persone al Teatro Carcano di Milano) apre un dibattito pubblico sull’eccesso di diagnosi medico-psichiatriche ai minori, attivando in contemporanea sportelli di consulenza pedagogica in varie città italiane.
Ottobre 2017: continua la collaborazione con BUR Rizzoli ed esce Non è colpa dei bambini. Perché la scuola sta rinunciando a educare i nostri figli e come dobbiamo rimediare. Subito.
A febbraio 2018, un altro libro per BUR: I bulli non sanno litigare. Insegnare ai ragazzi a vivere con gli altri e a rispettarli.
Ad aprile dello stesso anno, il Convegno Nazionale La lezione non serve.
A ottobre, gli viene conferito il Premio "Oltre Pulcheria 2018" (primo uomo nella storia dell'evento piacentino).
Il 2019 è l'anno del Trentennale del Centro Psicopedagogico e vengono organizzati due grandi Convegni Nazionali. Il primo, ad aprile, a Piacenza, il Teatro Politeama accoglie circa 1000 persone per Dalla parte dei genitori. Come aiutare nell'educazione dei figli. A ottobre, a Milano, presso il prestigioso Teatro dal Verme, i partecipanti che assistono a Né buoni né cattivi. L'alfabetizzazione al conflitto per una nuova cittadinanza sono quasi 1400.
Sempre a ottobre, esce per BUR-Rizzoli Organizzati e felici. Come affrontare in famiglia le principali sfide educative dei figli, dai primi anni all'adolescenza.
Nel 2020, durante i mesi di chiusura causati dalla pandemia del Covid-19 pubblica il libro I bambini sono sempre gli ultimi. Come le istituzioni si stanno dimenticando del nostro futuro (ancora BUR-Rizzoli).
Nell'autunno 2021, escono 4 libri di una nuova collana editoriale BUR-Rizzoli dedicata alle autonomie di bambini e bambine nella fascia 3-6 anni: Io imparo ad andare a nanna, Io imparo a litigare, Io imparo a fare ordine, Io imparo a lavarmi.  
Il 31 marzo 2022 viene sospesa l'emergenza sanitaria relativa alla pandemia e nei mesi successivi vanno scemando anche le restrizioni precedentemente imposte. Durante il periodo del Covid, si dichiara favorevole all'apertura delle scuole in presenza e contro l'uso della DAD (Didattica a Distanza).  
A ottobre 2022, con BUR-Rizzoli, pubblica La manutenzione dei tasti dolenti. Come riconoscerli e gestirli per stare bene con se stessi e con gli altri.
Per il 2023 la casa editrice Sonda gli propone la scrittura di una sorta di libro autobiografico. Ne viene fuori Nessuno si educa da solo. Una vita da pedagogista in cui Novara racconta della sua infanzia e dei conflitti con i genitori. Non mancano contributi di particolare rilevanza sulle età dello sviluppo di bambini e bambine, ragazzi e ragazze, sulla scuola e sul metodo Litigare Bene da lui ideato.
Sempre nel 2023 BUR pubblica la collana dedicata a Maria Montessori curata da Daniele Novara e dallo staff CPP. Questi e altri sui testi vengono ripubblicati nella collana Educare per crescere del settimanale TV, Sorrisi e Canzoni.
A febbraio 2024, di nuovo per BUR, esce Non sarò la tua copia. Liberarsi dai pesi dell'infanzia per costruire la vita che desideriamo.

## Opere
- Educazione al disarmo. Materiali di educazione alla pace, a cura di e con Lino Ronda, Torino, Edizioni Gruppo Abele, 1984-1985.
- La pace s'impara. Storia ed analisi psicologica di un'esperienza di educazione alla pace, con Massimo Esposito, Bologna, EMI, 1985. ISBN 88-307-0074-6.
- Scegliere la pace

I, Guida metodologica, con Lino Ronda, Torino, Edizioni Gruppo Abele, 1986. ISBN 88-7670-046-3; 1989. ISBN 88-7670-124-9.
II, Educazione al disarmo, con Lino Ronda, Torino, Edizioni Gruppo Abele, 1986. ISBN 88-7670-072-2.
III, Educazione ai rapporti, Torino, Edizioni Gruppo Abele, 1987. ISBN 88-7670-089-7.
IV, Educazione alla giustizia, Torino, Edizioni Gruppo Abele, 1989. ISBN 88-7670-114-1.
V: Educazione alla solidarietà, con Patrizia Londero, Torino, Edizioni Gruppo Abele, 1994. ISBN 88-7670-204-0.
VI, Educazione al futuro, con Patrizia Londero, Torino, Edizioni Gruppo Abele, 1996. ISBN 88-7670-238-5.
- L'istinto di pace, a cura di, Torino, Edizioni Gruppo Abele, 1990. ISBN 88-7670-143-5; poi Abbracci e litigi. Educazione ai rapporti per bambine e bambini dai 2 ai 6 anni, a cura di, Torino, EGA, 2004. ISBN 88-7670-480-9.
- Ricominciare da un libro, a cura di, Molfetta, La meridiana, 1992. ISBN 88-85221-17-3.
- L'ascolto e il conflitto. Nascita della rete di educazione alla pace, a cura di, Molfetta, La meridiana, 1993. ISBN 88-85221-34-3.
- Il litigio. Materiali per una didattica della non violenza, a cura di e con Francesco Beretta e Anna Martinelli, Bologna, EMI, 1993. ISBN 88-307-0297-8.
- L'ascolto si impara. Domande legittime per una pedagogia dell'ascolto, Torino, Edizioni Gruppo Abele, 1997. ISBN 88-7670-256-3; 2002. ISBN 88-7670-438-8.
- Le radici affettive dei conflitti, a cura di e con Diego Miscioscia, Molfetta, La meridiana, 1998. ISBN 88-85221-93-9.
- Cercatori sempre. Dieci personalità per nuove sfide formative, Piacenza, Centro Psicopedagogico per la Pace e la gestione dei conflitti, 1999.
- La strada dei bambini. 100 giochi di strada, con Elena Passerini, Torino, Edizioni Gruppo Abele, 1999. ISBN 88-7670-324-1.
- Bambini ma non troppo. L'infanzia smarrita in un mondo senza memoria, a cura di e con Silvia Mantovani, Molfetta, La meridiana, 2000. ISBN 88-87507-24-4.
- Tutti i grandi sono stati bambini. Per un uso educativo della Convenzione internazionale sui diritti dell'infanzia, con Lorella Boccalini, prefazione di Furio Colombo, Torino, EGA, 2000. ISBN 88-7670-383-7.
- Obiettivo futuro, Torino, EGA-Paravia, 2001. ISBN 88-395-0581-4.
- Obiettivo giustizia, Torino, EGA-Paravia, 2001. ISBN 88-395-0582-2.
- Obiettivo rapporti, Torino, EGA-Paravia, 2001. ISBN 88-395-0583-0.
- Obiettivo solidarietà, Torino, EGA-Paravia, 2001. ISBN 88-395-0584-9.
- So-stare nel conflitto. Rapporto su un percorso nell'universo del conflitto in ambito scolastico, con Maria Bianca Gnani Montelatici, Faenza, Edit Faenza, 2002.
- Memoranda. Strumenti per la giornata della memoria, Molfetta, La meridiana, 2003. ISBN 88-87507-84-8.
- Ti piacciono i tuoi vicini? Manuale di educazione socioaffettiva, con Elena Passerini, Torino, EGA, 2003. ISBN 88-7670-453-1.
- La scuola dei genitori. Come aiutare i figli a diventare grandi, Piacenza, Berti, 2004. ISBN 88-7364-059-1.
- Il genitore che ascolta. La funzione educativa dei padri e delle madri nella costruzione dell'autonomia dei figli e delle figlie, Piacenza, Berti, 2005. ISBN 88-7364-084-2.
- Io e... la solidarietà. [diventareCittadini: percorso di educazione alla convivenza civile per il primo grado della scuola secondaria], Torino, EGA, 2005. ISBN 88-7670-500-7.
- Io e... gli altri. [diventareCittadini: percorso di educazione alla convivenza civile per il primo grado della scuola secondaria], Torino, EGA, 2005. ISBN 88-7670-501-5.
- Io e... i diritti. [diventareCittadini: percorso di educazione alla convivenza civile per il primo grado della scuola secondaria], Torino, EGA, 2005. ISBN 88-7670-502-3.
- Ognuno cresce solo se sognato. Antologia essenziale della pedagogia critica, in collaborazione con Laura Beltrami, Molfetta, La Meridiana, 2005. ISBN 88-89197-64-1.
- I bulli non sanno litigare! L'intervento sui conflitti e lo sviluppo di comunità, con Luigi Regoliosi, Roma, Carocci Faber, 2007. ISBN 978-88-7466-489-4.
- Dalla parte dei genitori. Strumenti per vivere bene il proprio ruolo educativo, Milano, Franco Angeli, 2009. ISBN 978-88-568-1027-1.
- Litigare per crescere. Proposte per la prima infanzia, Trento, Erickson, 2010. ISBN 978-88-6137-700-4.
- La grammatica dei conflitti. L'arte maieutica di trasformare le contrarietà in risorse, Casale Monferrato, Sonda, 2011. ISBN 978-88-7106-619-6.
- L'essenziale per crescere. Educare senza il superfluo, con Silvia Calvi, Milano-Udine, Mimesis, 2012. ISBN 978-88-575-0987-7.
- Non solo interviste. Daniele Novara incontra Danilo Dolci, Renilde Montessori, Mario Lodi, Piacenza, Centro Psicopedagogico per la pace e la gestione dei conflitti (CPP), 2012.
- Litigare con metodo. Gestire i litigi dei bambini a scuola, con Caterina Di Chio, Trento, Erickson, 2013. ISBN 978-88-590-0287-1.
- Litigare fa bene. Insegnare ai propri figli a gestire i conflitti, per crescerli più sicuri e felici, Milano, BUR Rizzoli, 2013. ISBN 978-88-17-06836-9.
- Alice nel paese dei diritti, con Mario Lodi e Pia Valentinis, Casale Monferrato, Sonda, 2013. ISBN 978-88-7106-713-1.
- Urlare non serve a nulla. Gestire i conflitti con i figli per farsi ascoltare e guidarli nella crescita, Milano, BUR, 2014. ISBN 978-88-17-07692-0.
- Con gli altri imparo. Far funzionare la classe come gruppo di apprendimento, con Elena Passerini, con la collaborazione di Paola Cosolo Marangon, Paola Ragusa e Marta Versiglia, Trento, Erickson, 2015. ISBN 978-88-590-0601-5.
- Meglio dirsele. Imparare a litigare bene per una vita di coppia felice, Milano, BUR, 2015. ISBN 978-88-17-08273-0.
- Punire non serve a nulla. Educare i figli con efficacia evitando le trappole emotive, Milano, BUR, 2016. ISBN 978-88-17-08932-6.
- Non è colpa dei bambini. Perché la scuola sta rinunciando a educare i nostri figli e come dobbiamo rimediare, subito, Milano, BUR Rizzoli, 2017. ISBN 978-88-17-09718-5.
- Cambiare la scuola si può. Un nuovo metodo per insegnanti e genitori, per un'educazione finalmente efficace, Milano, BUR Rizzoli, 2017. ISBN 978-88-17-10562-0.
- Organizzati e felici. Come affrontare in famiglia le principali sfide educative dei figli, dai primi anni all'adolescenza, Milano, BUR Rizzoli, 2019. ISBN 978-88-17-14298-4.
- I bambini sono sempre gli ultimi. Come le istituzioni si stanno dimenticando del nostro futuro, Milano, BUR Rizzoli, 2020. ISBN 978-88-17-15379-9.
- Io imparo a litigare, con Marta Versiglia, Milano, BUR Rizzoli, 2021. ISBN 978-88-17-15956-2.
- Io imparo a lavarmi, con Marta Versiglia, Milano, BUR Rizzoli, 2021. ISBN 978-88-17-15957-9.
- Io imparo a fare ordine, con Marta Versiglia, Milano, BUR Rizzoli, 2021. ISBN 978-88-17-15958-6.
- Io imparo ad andare a nanna, con Marta Versiglia, Milano, BUR Rizzoli, 2021. ISBN 978-88-17-15959-3.
- La manutenzione dei tasti dolenti. Come riconoscerli e gestirli per stare bene con se stessi e gli altri, Milano, BUR Rizzoli, 2022. ISBN 978-88-17-16459-7.
- Nessuno si educa da solo. Una vita da pedagogista, Milano, Sonda, 2023. ISBN 978-88-7224-208-7.
- Non sarò la tua copia. Liberarsi dai pesi dell'infanzia per costruire la vita che desideriamo, Milano, BUR Rizzoli, 2024. ISBN 978-88-17-18551-6.
- Mollami! Educare i figli adolescenti e trovare la giusta distanza per farli crescere, Milano, BUR Rizzoli, 2025. ISBN 978-88-17-19115-9.

## Traduzioni
- Pedagogía del "Saber escuchar" - Hacia formas educativas más democráticas y abiertas, Narcea Ediciones, Madrid, 2003 (traduzione in lingua spagnola di "L'ascolto si impara")
- Educación socioafectiva - 150 actividades para conocerse, comunicarse y aprender de los conflictos, Narcea Ediciones, Madrid, 2005 (traduzione in lingua spagnola di "Ti piacciono i tuoi vicini? Manuale di educazione socioaffettiva")
- Gut streiten will gelernt sein!, AOL verlag 2016 (traduzione in lingua tedesca di Litigare con metodo)
- Не кричите на детей! Как разрешать конфликты с детьми и делать так, чтобы они вас слушали, Alpina publisher, 2016 (traduzione in lingua russa di Urlare non serve a nulla. Gestire i conflitti con i figli per farsi ascoltare e guidarli nella crescita)
- Наказания бесполезны! Как воспитывать, не попадая в ловушку эмоций, Alpina publisher, 2017 (traduzione in lingua russa di Punire non serve a nulla. Educare i figli con efficacia evitando le trappole emotive)
- он первый начал!, Alpina publisher 2023 (traduzione in lingua russa di Litigare fa bene. Insegnare ai propri figli a gestire i conflitti, per crescerli più sicuri e felici)
- Мои люьимые триггеры, Alpina publisher, 2024 (traduzione in lingua russa di La manutenzione dei tasti dolenti. Come riconoscerli e gestirli per stare bene con se stessi e gli altri)
- La mente del niño, Urano 2024 (traduzione in lingua spagnola del libro La mente del bambino)
- La mano y la inteligencia del niño, Urano 2024 (traduzione in lingua spagnola del libro L'intelligenza delle mani)
- Educar para la paz, Urano 2024 (traduzione in lingua spagnola del libro Facciamo la pace?)